# الآشوريون والسريان والكلدان في السويد
يعود الوجود الآشوري والسرياني والكلداني في السويد إلى فترة السبعينيات من القرن العشرين، عندما بدأ آشوريو وسريان وكلدان طور عابدين بالهجرة الجماعية إلى السويد وألمانيا تحت ضغط المعارك الدائرة بين حزب العمال الكردستاني والجيش التركي. كما لحق بهم سريان شمال شرق سوريا ابتداء من الثمانينات والآشوريين الكلدان العراقيين منذ التسعينيات.
يتركز وجودهم حاليًا في بلدة سودرتاليا جنوب ستوكهولم التي يطلق عليها أحيانا تسمية «عاصمة الآشوريين في العالم». يُذكر أن الجالية الآشورية/السريانية/الكلدانية تعتبر من أنجح الجاليات المهاجرة في السويد.
تملك الجالية السريانية الآشورية العديد من المدارس والمؤسسات الاجتماعية والثقافية في السويد فضلًا عن عدد من القنوات التلفزيون الناطقة في اللغة السريانية مثل سوريو سات وقناة سورويو؛ ونوادي كرة قدم مثل نادي آسيريسكا ونادي سيريانسكا.